# Droodles

Quatro elefantes examinando uma laranja ou uma posição de ponto morto de um jogo de bilhar

Droodles foi um recurso de desenho animado sindicado criado por Roger Price e reunidos em seu livro Droodles, de 1953. A marca registrada do nome "Droodle" é uma palavra sem sentido sugerindo "doodle", "drawing" (desenho) e "riddle" (charada). Sua forma geral é mínima: uma caixa quadrada contendo alguns elementos de ilustrações abstratas com uma legenda (ou várias) dando uma explicação bem-humorada de assunto mostrado pela imagem. Por exemplo, um Droodle que descreve três formas concêntricas — circulo pequeno, circulo médio, quadrado grande — pode ter a legenda "Vista aérea de um cowboy em um banheiro móvel."
Droodles são (or eram) puramente uma forma de entretenimento como qualquer outro desenho sem noção e apareceu aproximadamente nos mesmos lugares (jornais, coleções de bolso, muros de banheiros) durante o seu auge nas décadas de 1950 e 1960. O sucesso comercial da coleção de Droodles de Price levou-o a fundação da editora Price-Stern-Sloan, e também da criação de um game show com o temática de Droodles. Também teve um jogo baseado em droodles chamado de "Mysteriosos" no Braingames da HBO. Uma série de anúncios de jornais para as marcas de cigarros News e Max mostraram Droodles usando o cigarro como tema.
Um dos Droodles originais de Price foi usado como a arte da capa para o álbum de 1982 de Frank Zappa chamado de Ship Arriving Too Late to Save a Drowning Witch (navio que chega tarde demais para salvar uma bruxa afogada, em tradução livre). Um outra legenda de Price para o desenho inclui "Mãe pirâmide alimentando o seu bebê".

## Aparições na cultura popular
Os Droodles, também encontraram seu espaço na cultura popular por meio do icônico seriado Chaves. No episódio intitulado "Isto merece um prêmio", Quico e Chaves desenham figuras que se assemelham aos Droodles, gerando confusão e desenhos icônicos entre os personagens da vila. Esta referência reflete a popularidade do conceito de Droodles, que já havia conquistado o público americano e se expandia para outras culturas. 
No clássico livro O Pequeno Príncipe, escrito por Antoine de Saint-Exupéry, um Droodle notável aparece como parte de uma das ilustrações mais icônicas da obra. Durante uma das conversas entre o Pequeno Príncipe e o narrador, é apresentado um desenho intrigante de uma cobra que engoliu um elefante.
O álbum de Frank Zappa, Ship Arriving Too Late to Save a Drowning Witch, lançado em 1992, apresenta um Droodle na capa. 